# Ꞷ̃
Cette page contient des caractères spéciaux ou non latins. S’ils s’affichent mal (▯, ?, etc.), consultez la page d’aide Unicode.
Ꞷ̃ (minuscule : ꞷ̃), appelé oméga tilde, est un graphème utilisé dans l’écriture du koulango. Il s’agit de la lettre oméga diacritée d'un tilde.

## Représentations informatiques
L’oméga tilde peut être représenté avec les caractères Unicode suivants :
- décomposé (latin étendu D, diacritiques)[1],[2] :

| formes    | représentations | chaînes de caractères | points de code | descriptions                                    |
| --------- | --------------- | --------------------- | -------------- | ----------------------------------------------- |
| capitale  | Ꞷ̃               | Ꞷ◌̃                    | U+A7B6 U+0303  | lettre majuscule latine oméga diacritique tilde |
| minuscule | ꞷ̃               | ꞷ◌̃                    | U+A7B7 U+0303  | lettre minuscule latine oméga diacritique tilde |